# Dima fialai
Dima fialai (лат.) — вид жуков-щелкунов (Elateridae) из подсемейства Dendrometrinae.

## Распространение
Встречается в Южной Европе: Северная Македония (Šar planina: Tetovo; Mavrovo).

## Описание
Взрослый жук имеет длину от 10,7 до 12,6 мм и ширину около 5 мм. Основная окраска тела коричневая, ноги красновато-коричневые, опушение желтоватое.
Видовое название дано в честь Mr. Martin Fiala (Trutnov, Чехия), который собрал часть типовой серии нового вида.